# Emorragia cerebrale con amiloidosi
L'emorragia cerebrale con amiloidosi (o HCHWA-1 e 0) è una rara malattia da deposito di materia amiloide riscontrata unicamente in due gruppi familiari.

## Classificazione e patogenesi
Tale amiloidosi si distingue in due forme:
- Emorragia cerebrale con amiloidosi di tipo islandese (HCHWA-1):

dovuta all'accumulo di amiloide il cui precursore è la cistatina C, una proteasi gravata, in questa patologia, da una mutazione; pare che il malfunzionamento di tale enzima (dovuto alla mutazione stessa) impedisca il corretto metabolismo dello stesso inducendone una degradazione solo parziale e predisponendo il paziente all'accumulo di sostanza amiloide attorno ai vasi arteriosi di encefalo e meningi.
Tale fenomeno induce frequentemente emorragie cerebrali, spesso fatali, attorno alla quarta decade di vita.
- Emorragia cerebrale con amiloidosi di tipo olandese (HCHWA-0):

dovuta all'accumulo betamiloide, la medesima proteina accumulata nell'encefalo dei pazienti affetti della malattia di Alzheimer, questi pazienti vengono spesso colti da massive emorragie cerebrali più tardivamente, attorno alla quinta-sesta decade di vita (mentre nell'Alzheimer questo fenomeno è decisamente raro). Queste due patologie predisponenti all'accumulo di amiloide sono differenziate dal fatto che nella emorragia cerebrale con amiloidosi di tipo olandese i depositi sono quasi esclusivamente perivascolari, mentre nell'Alzheimer abbiamo sì depositi perivascolari, ma secondari rispetto a quelli rilevabili a carico di neocorteccia, ippocampo e amigdala; un'ulteriore differenza (nonché caratteristica peculiare) è che nella demenza di Alzheimer troviamo depositi sia intracellulari che extracelluari, mentre nella patologia in esame il citoplasma dei neuroni appare pulito.